# Mielnik (województwo podlaskie)

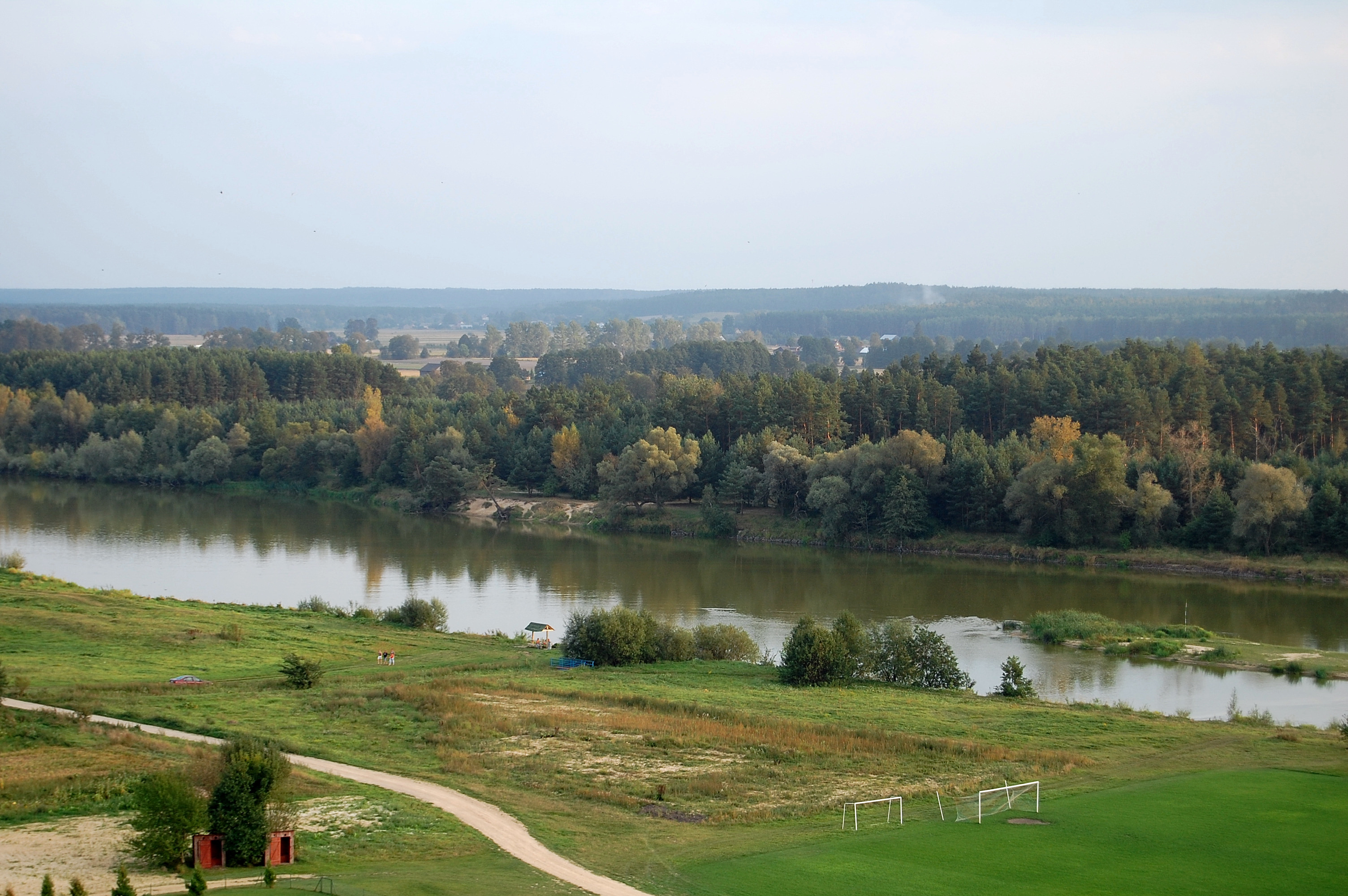
Widok na Bug z Góry Zamkowej

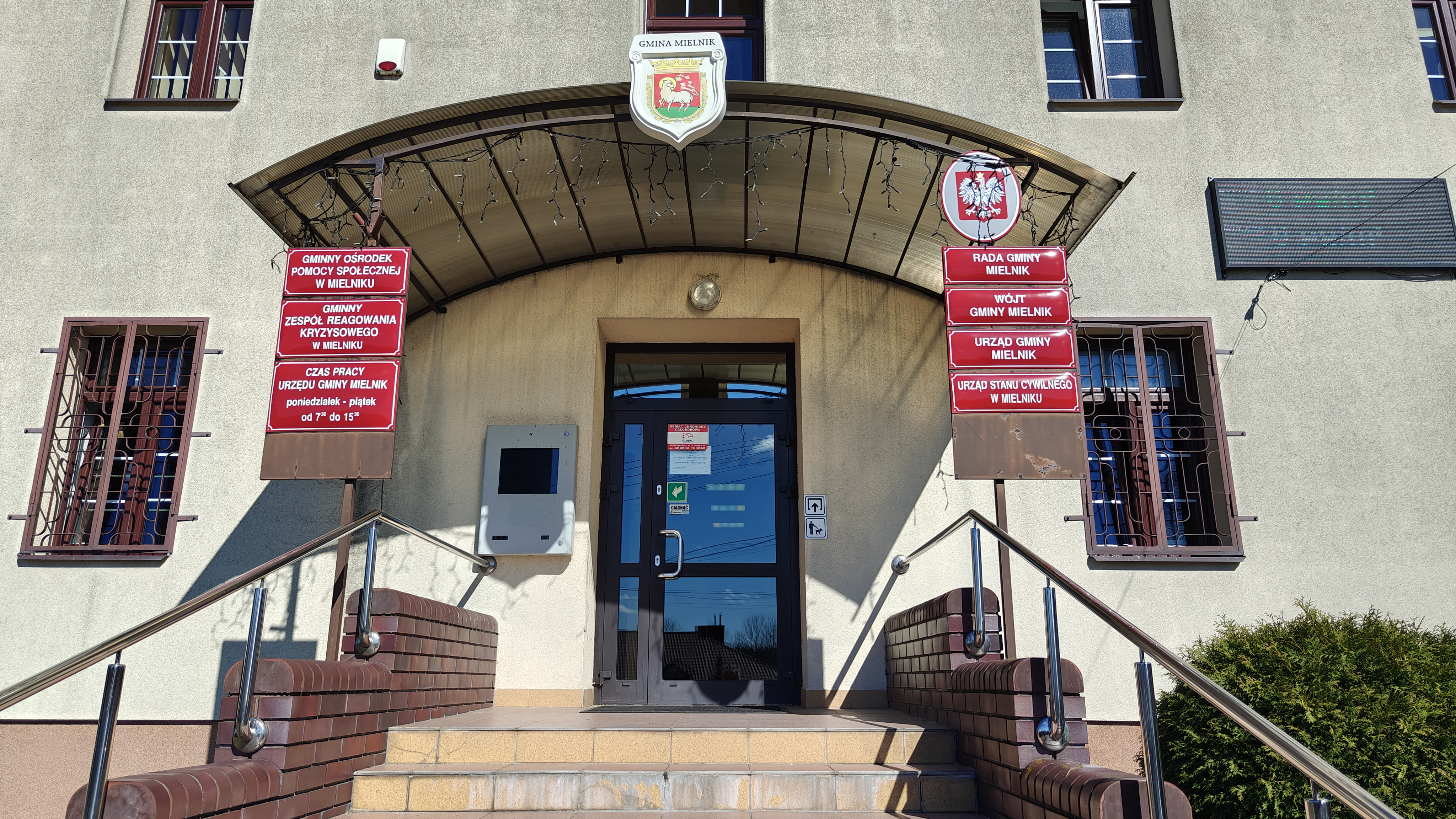
Urząd Gminy Mielnik, wejście główne

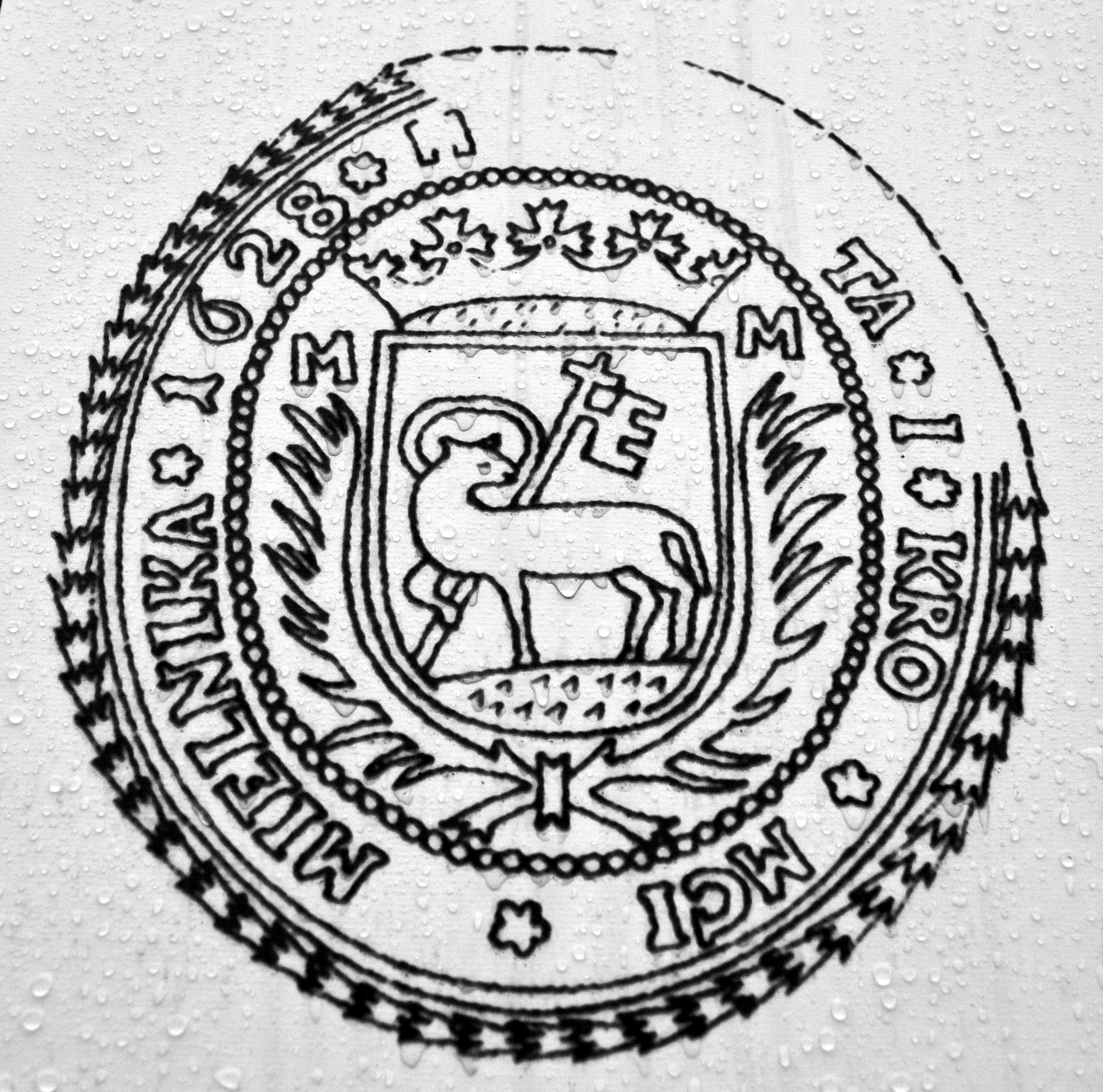
Pieczęć miejska z napisem "MIASTA KRO(LEWSKIEY) M(OŚ)CI MIELNIKA 1628"

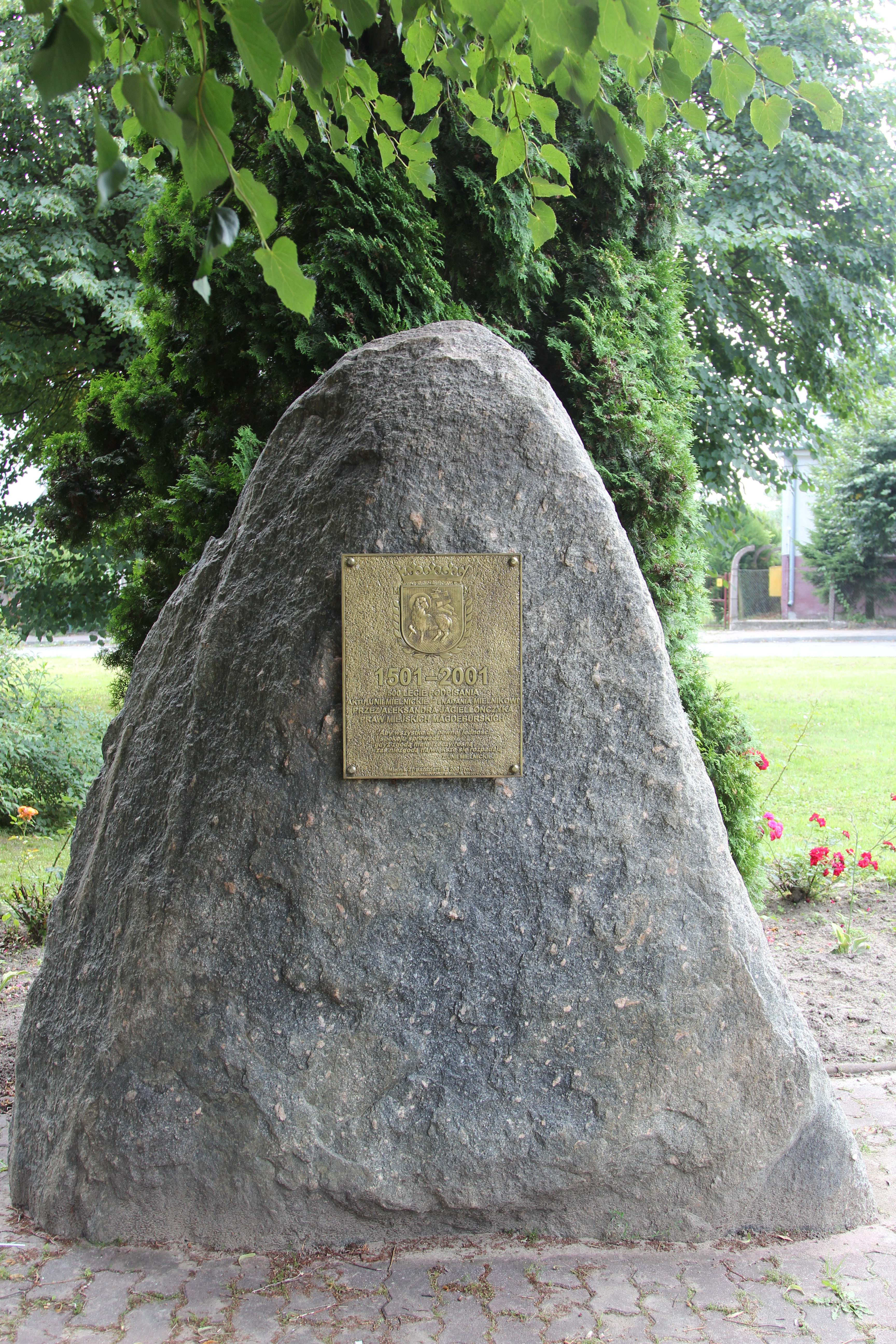
Głaz upamiętniający 500-lecie podpisania unii mielnickiej

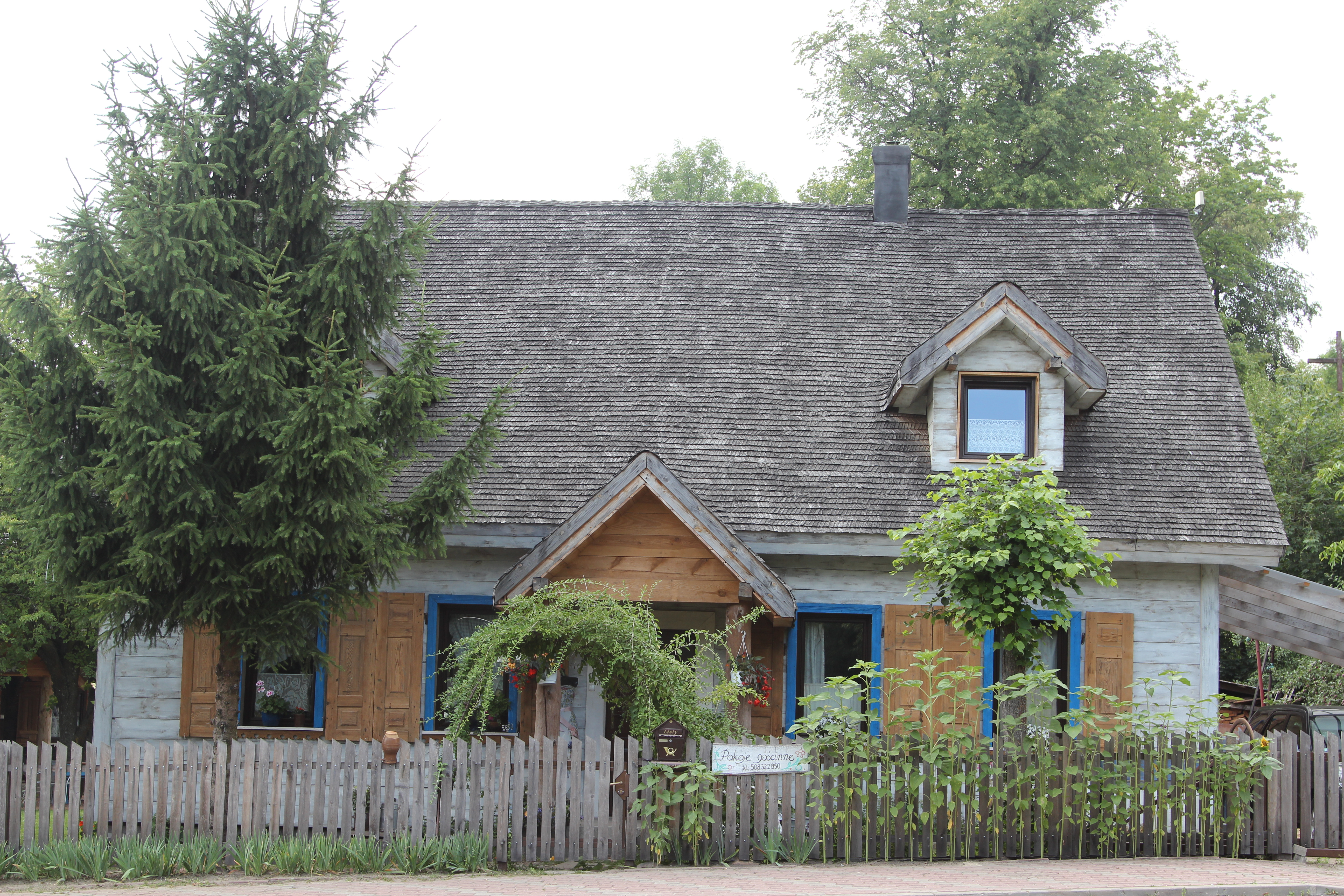
Drewniany dom

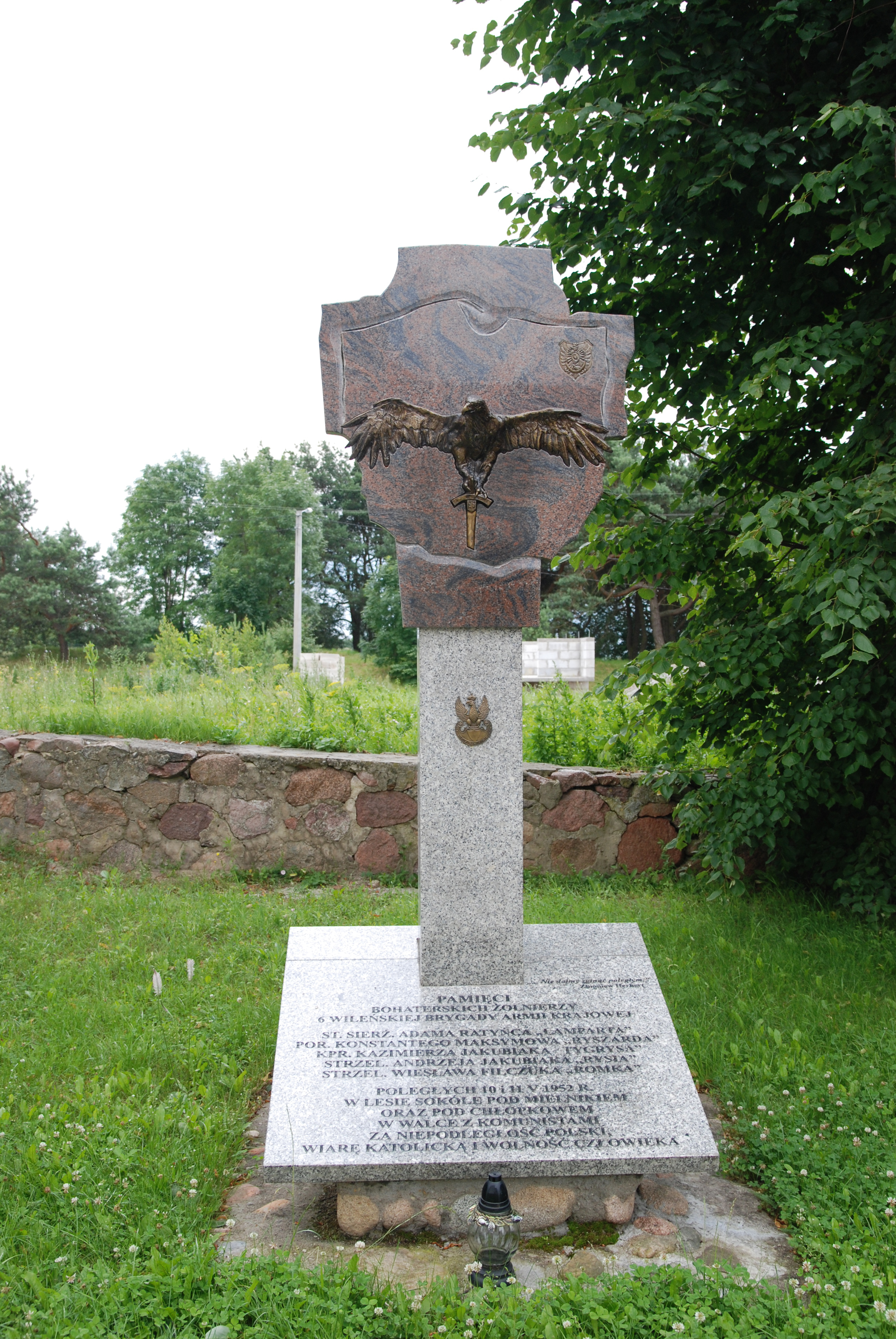
Pomnik pamięci 6 Wileńskiej Brygady Armii Krajowej

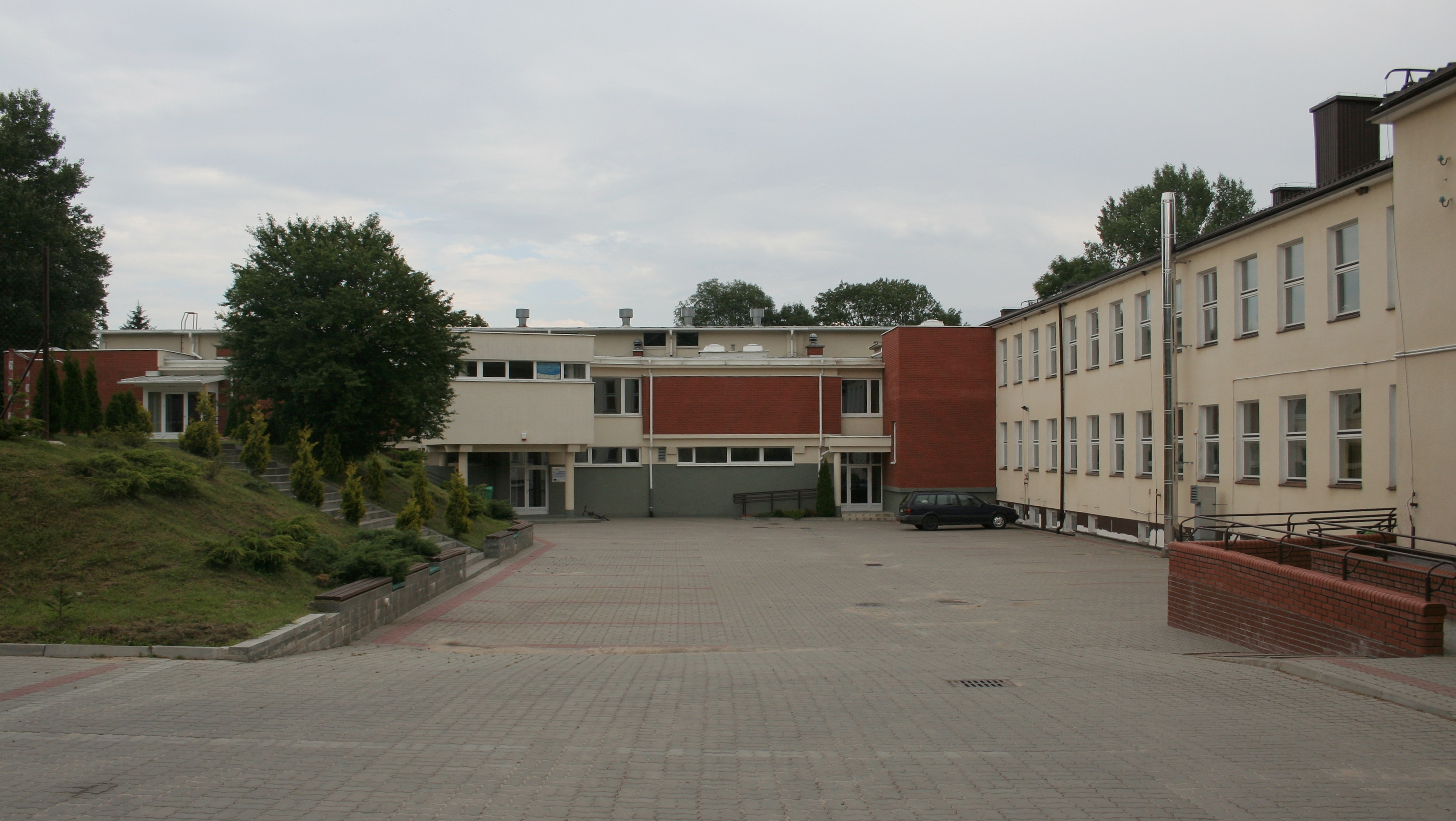
Zespół szkół w Mielniku

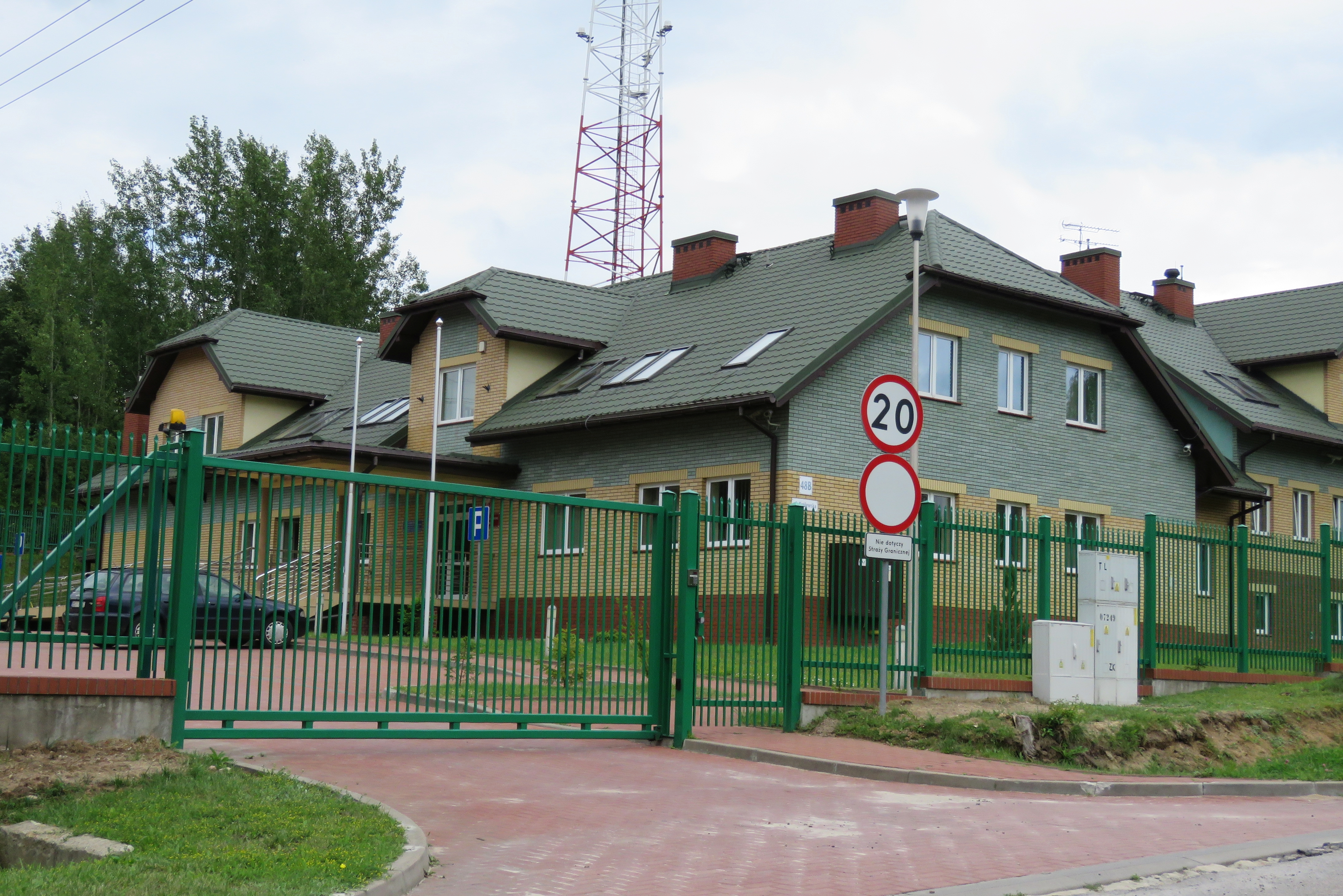
Placówka Straży Granicznej w Mielniku

Mielnik – wieś w Polsce położona na Wysoczyźnie Drohiczyńskiej, w województwie podlaskim, w powiecie siemiatyckim, w gminie Mielnik. Miejscowość leży nad Bugiem.
Mielnik przez niemal 500 lat był miastem – lokację uzyskał w 1440 roku, zdegradowany w 1934 roku. W latach 1975–1998 miejscowość położona była w województwie białostockim. Był miastem królewskim Korony Królestwa Polskiego  w starostwie mielnickim w ziemi mielnickiej województwa podlaskiego w 1795 roku.
Miejscowość jest siedzibą gminy Mielnik, rzymskokatolickiej parafii Przemienienia Pańskiego i prawosławnej parafii Narodzenia Najświętszej Maryi Panny.
| SIMC    | Nazwa        | Rodzaj    |
| ------- | ------------ | --------- |
| 0034996 | Przedmieście | część wsi |
| 0035004 | Zagórze      | część wsi |

## Etymologia
Nazwę miejscowości wywodzono od młynów wodnych („mielników”) na Bugu albo od staroruskiego mieł oznaczającego kredę. Tę drugą koncepcję potwierdzają wyniki badań archeologicznych prowadzonych w 2017 roku.

## Historia
- 1018–1022 – Bolesław Chrobry opanował południowy brzeg Bugu w rejonie Mielnika.
- 1044–1046 – od piastowskiego księcia Kazimierza Odnowiciela okolice przejął książę kijowski Jarosław Mądry w zamian za pomoc w stłumieniu buntu wojewody mazowieckiego Miecława[11]
- 1240 – wzmianka o przejściu przez Mielnik polsko-ruskiej wyprawy na Jaćwież.
- 1260 – książę halicki Wasylko Romanowicz modlił się w cerkwi pw. Bogarodzicy przed wyprawą na Jaćwież.
- 1323–1324 – opanowanie ziemi drohickiej przez litewskiego księcia Giedymina.
- 1350 – okolice zostały zdobyte przez litewskiego księcia Kiejstuta[11]
- 1366 – w umowie Kazimierza Wielkiego z Olgierdem, wzmiankowany jako gród litewski pod zarządem Kiejstuta
- 1378 – kronikarz Wigand z Marburga opisał próbę oblężenia grodu przez krzyżackiego komtura Bałgi Teodoryka Elnera wracającego z wyprawy na Kamieniec Litewski.
- 1379 – wzmiankowany jako gród litewski
- 1382 – książę mazowiecki Janusz I Starszy wykorzystał wojnę domową na Litwie między Kiejstutem i Jagiełłą i zajął gród[11]
- 1383 – gród zajął Władysław Jagiełło.
- 1390 – Władysław Jagiełło nadał księciu mazowieckiemu Januszowi I Starszemu ziemię drohicką z zamkami oraz powiatami w Drohiczynie, Mielniku, Surażu, bielsku i wszystkimi wsiami w tychże powiatach leżących[12].
- ok. 1408 – przejęcie grodu przez litewskiego księcia Witolda
- 1420 – książę litewski Witold ufundował kościół katolicki pod wezwaniami Bożego Ciała, Wniebowzięcia NMP, św. Mikołaja i Wszystkich Świętych. Kościół znajdował się na zamku dolnym i posiadał jedną nawę.
- 1430–1444 – Mielnik w rękach księcia mazowieckiego Bolesława IV warszawskiego[11]
- 1439 – plebanem mielnickim był ks. Maciej z Turny
- 1440, 22 września – nadanie miejskiego prawa chełmińskiego przez księcia czerskiego i warszawskiego Bolesława IV. W akcie tym król zezwolił miastu na posiadanie łaźni i postrzygalni.
- 1444 – gród kupił od księcia Bolesława IV warszawskiego król Kazimierz IV Jagiellończyk
- 1484 – plebanem mielnickim był ksiądz Jan
- 1501
  - 1 października – Aleksander Jagiellończyk ustanowił w Mielniku dziedziczne wójtostwo, mianując na ten urząd Mikołaja Rychlika, który otrzymał dwór w Osłowie, młyn nad Mętną, jatkę i karczmy.
  - 23 października – Aleksander Jagiellończyk i dygnitarze litewscy zatwierdzili akt unii mielnickiej łączący Polskę i Litwę w jedno państwo poprzez osobę tego samego władcy wybranego na wspólnej elekcji.
  - 27 października – zmiana prawa miejskiego na prawo magdeburskie przez króla Kazimierza Jagiellończyka. Przywilej zezwalał na targ w sobotę i trzy jarmarki roczne, w dniach 2 czerwca, 1 listopada i 8 września.
- 1506 – Zygmunt I Stary oczekiwał na zamku na polską koronę.
- przełom 1506/1507 – obradował tu  Sejm Wielkiego Księstwa Litewskiego[13].
- 1513
  - przez miesiąc na zamku mieszkał król Zygmunt I Stary.
  - król nakazał budowę w mieście katolickiego kościoła filialnego Narodzenia Najświętszej Maryi Panny
- 1520 – stolica powiatu
- 1545 – na zamku więzieni byli kniaziowie moskiewscy: Fiedor Owczyna, Jendriej Palecki, Michałko Oboleński.
- 1545 – drewniany skrzyniowy most przez Bug został przekazany w opiekę po połowie mieszczanom Mielnika i Łosic
- lata 40. XVI w. – starosta mielnicki Nikodem Janowicz Świejko z Ciechanowca herbu Dąbrowa (1537–1549) rozbudował zamek
- 1551 – częściowe rozebrano na zamku baszty i gotycką wieżę królewską, wznosząc na jej miejscu nowy renesansowy budynek dla króla. Wzmianka o moście przez Bug w pobliżu zamku.
- 1554 – po zniszczeniu mostu w Mielniku, król zezwolił Stanisławowi Tęczyńskiemu wybudować most przez Bug w Turnej, co doprowadziło do omijania odbudowanego później mostu w Mielniku i upadku gospodarczego Mielnika[14].
- 1566 – stolica ziemi mielnickiej
- 1569 – inkorporacja do Korony Polskiej
- 1580 – miasto liczyło około 1500 mieszkańców. Plan miasta "Mielnik w drugiej połowie XVI wieku" - jego rekonstrukcja na podstawie źródeł historycznych i kartograficznych - opracowana została w serii "Atlas historyczny Polski. Mapy szczegółowe XVI wieku", t. 8[15]
- 1618 – ks. Stanisław Udrzycki konsekrował odbudowany kościół pw. Bożego Ciała
- do 1646 – prawosławna cerkiew w Mielniku przyjęła unię[16]
- 1656, marzec – wojska Bogusława Radziwiłła zajęły miasto, odzyskane wkrótce przez wojska królewskie
- 1657, 20–25 maja – idący od Brześcia Szwedzi Gustawa Stenbocka i Węgrzy Jerzego Rakoczego spalili miasto, zamek i kościół, który po odbudowie nosi nowe wezwanie Świętej Trójcy. Budowa nowego mostu w pobliżu Siemiatycz doprowadziła do gospodarczego upadku miasta. W wyniku najazdów szwedzkich, siedmiogrodzkich i moskiewskich liczba ludności miasta spadła o 68% do około 450 osób, zabudowa została spalona doszczętnie.
- ok. 1710 – budowa drewnianego kościoła pw. św. Rocha
- 1776 – budowa drewnianej cerkwi unickiej
- 1795 – miasto w zaborze pruskim
- 1807 – Napoleon Bonaparte po zwycięstwie nad Prusami oddał miasto wraz z całym okręgiem zaborcy rosyjskiemu
- 1821–1823 – budowa murowanej cerkwi Narodzenia Matki Bożej (Przeczystej Bogurodzicy), unickiej[16]
- 1829 – zniszczenie katolickiego kościoła św. Rocha
- 1839 – na mocy postanowień synodu połockiego parafia unicka w Mielniku przechodzi do Rosyjskiego Kościoła Prawosławnego[16]
- 1863 – z inicjatywy władz rosyjskich zbudowana zostaje kaplica św. Aleksandra Newskiego upamiętniająca stłumienie powstania styczniowego
- 1871 – zamiana gotyckiego kościoła Świętej Trójcy na cerkiew św. Ducha[16]
- 1915 - pożar Mielnika
- 1915 – pożar dawnego kościoła Świętej Trójcy; ruiny po 1918 przekazane parafii katolickiej[16]
- 1919 – powrót po zaborach w granice Polski
- 1920 – zakończenie budowy katolickiego kościoła parafialnego pod wezwaniem Przemienienia Pańskiego na miejscu kościoła św. Rocha
- 1931 – zniszczenie kaplicy prawosławnej św. Aleksandra Newskiego
- 1934 – utrata praw miejskich
- 1939–1941 – okupacja radziecka, wysiedlenie ludności na wschód
- 1940 – zamienienie kościoła Przemienienia Pańskiego na stołówkę dla Rosjan i zniszczenie wyposażenia
- 1941–1944 – okupacja niemiecka
- 1953 – utworzenie Mielnickich Zakładów Terenowych Przemysłu Materiałów Budowlanych
- 1966 – oddana została do użytku szkoła, tzw. tysiąclatka

## Demografia
Szacuje się, że w II połowie XVI wieku Mielnik liczył ok. 1530 mieszkańców.

### 1921
Według Pierwszego Powszechnego Spisu Ludności w 1921 r. miasto Mielnik liczyło 184 domy i 1091 mieszkańców (553 kobiety i 538 mężczyzn). Większość ówczesnych mielniczan, w liczbie 535 osób, wyznawała prawosławie; pozostali stanowili wyznawcy katolicyzmu rzymskiego (323 osoby) i judaizmu (233 osoby). Pod względem narodowościowym większość mieszkańców Mielnika była Białorusinami (476 osób); pozostali to kolejno: Polacy (408 osób), Żydzi (206 osób) i 1 Rosjanin.

### 2011
Według Powszechnego Spisu Ludności z 2011 Mielnik zamieszkiwało 879 osób (460 kobiet i 419 mężczyzn).

## Zabytki

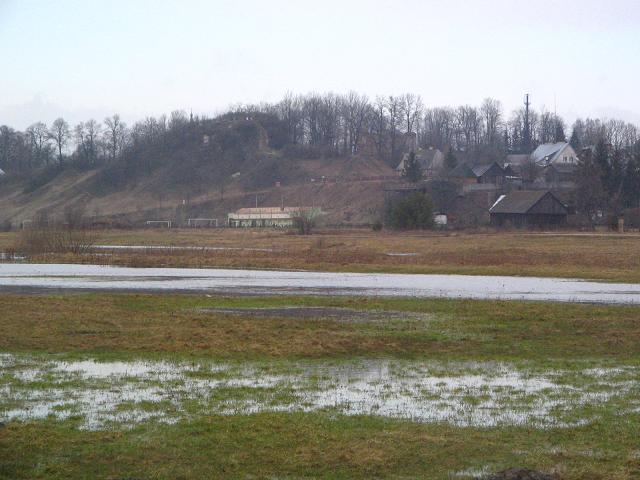
Widok na Górę Zamkowązobacz zamek w Mielniku

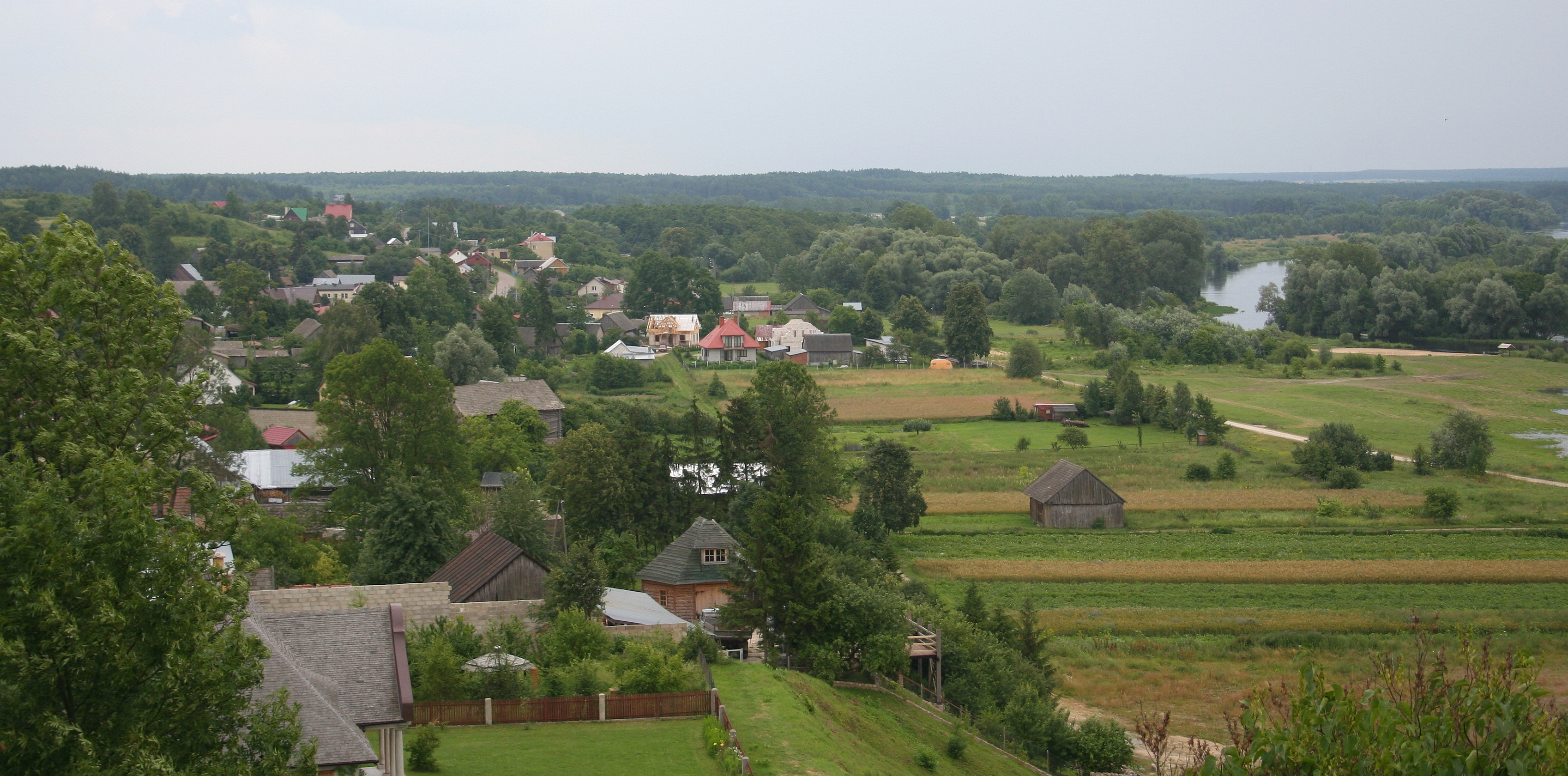
Panorama wsi

- Góra Zamkowa nad rzeką Bug, na której w średniowieczu zbudowano murowany zamek królewski, spalony w 1656 podczas potopu szwedzkiego. Miejsce zawarcia Unii mielnickiej z Litwinami; nr rej. 23/A, Dec. Nr Kl.X-1/3/205/1966 z 07.03.1966 r., nr rej. 23/A, Dec. 535-1/6/81 z 06.10.1981 r.
- Ruiny rzymskokatolickiego kościoła parafialnego Świętej Trójcy (pierwotny gotycki kościół pod wezwaniem Bożego Ciała, N.P. Marii i św. Mikołaja) wzniesiony przed 1420 na terenie zamku dolnego. Zbudowany został w stylu późnogotyckim przez księcia Witolda. Orientowany na planie prostokąta. W XVI w. rozbudowany. Spalony w czasie wojen szwedzkich. Odbudowany w XVIII w., gdy zmieniono wezwanie. W 1866 zamknięty przez władze rosyjskie i pięć lat później zaadaptowany na cerkiew prawosławną Świętego Ducha. Spalony w 1915. W 1929 powstał komitet chcący odbudować kościół (prac nie podjęto). Ruiny rozebrali Rosjanie w 1940, nr rej. A-107 z 24.01.1957[20][21].
- Rzymskokatolicki kościół parafialny Przemienienia Pańskiego z lat 1912–1920, w miejscu dawnego gotyckiego kościoła filialnego pod wezwaniem św. Rocha istniejącego w tym miejscu w latach 1513–1829. Orientowany, neobarokowy. W ołtarzu obraz z XVIII w., krucyfiks z wieku XVII, monstrancje barokowe z XVIII w. Ul. Brzeska; nr rej.: A-32 z 26.09.2002 r.
- Prawosławna cerkiew parafialna Narodzenia Przenajświętszej Bogurodzicy (ul. Brzeska 93) z 1825, murowana, w stylu klasycystycznym (do 1839 należała do unitów). Poprzednio w tym miejscu stała cerkiew drewniana z 1551, niszczona przez pożary w 1614 i 1656; nr rej.: 598 z 17.04.1985.
- Prawosławna kaplica cmentarna Opieki Matki Boskiej wzniesiona w 1776 jako unicka. Rozbudowana w 1985 poprzez dodanie niskiej wieżyczki-dzwonnicy. Orientowana. Drewniana, na planie prostokąta, nr rej.: 599 z 26.08.1985.
- Synagoga z poł. XIX w. Murowana z cegły na rzucie prostokąta, otynkowana z babińcem. Pl. Kościuszki 1; nr rej.: 829 z 27.05.1997.
- Plebania przy ul. Brzeskiej 69 z poł. XIX w., przebudowana w XX w. Murowana z cegły tynkowana, z gankiem, dach przekształcony; nr rej. 301 z 25.11.1966.
- układ przestrzenny z XV-XVI wieku, nr rej.: 477 z 17.12.1979.

Zabytki sakralne Mielnika
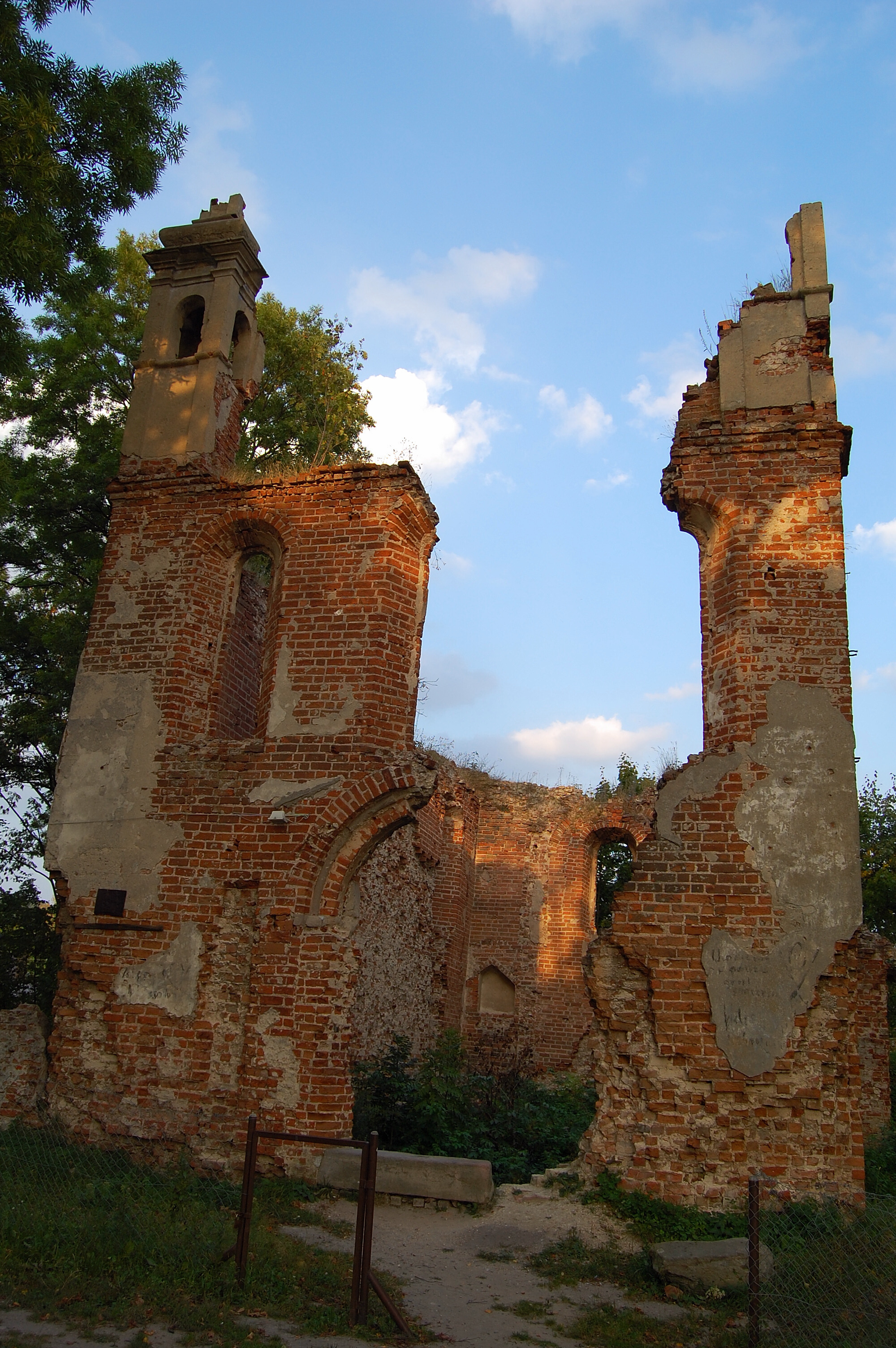
Ruiny gotyckiego kościoła Świętej Trójcy
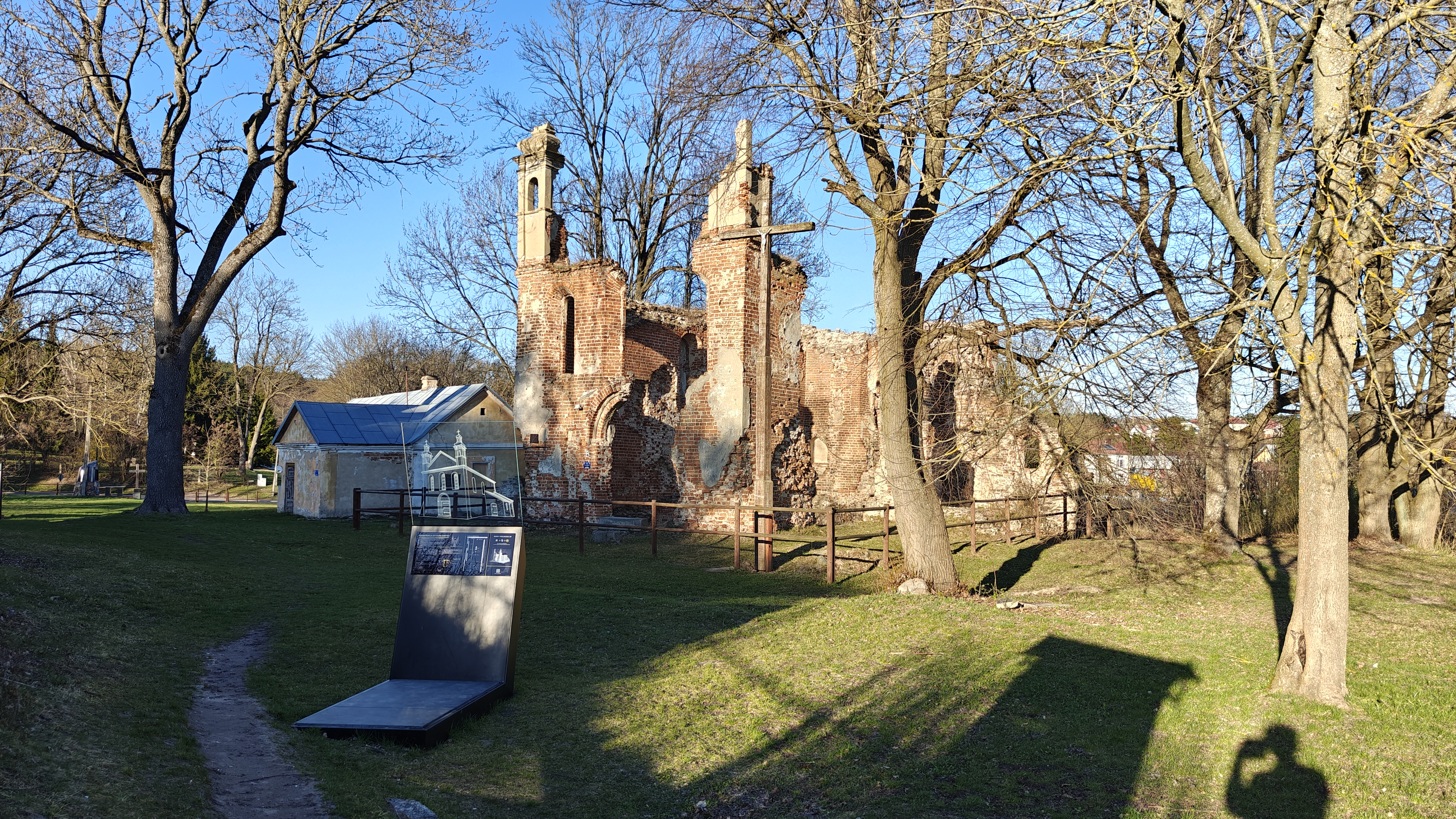
Ruiny gotyckiego kościoła Świętej Trójcy na Górze Zamkowej
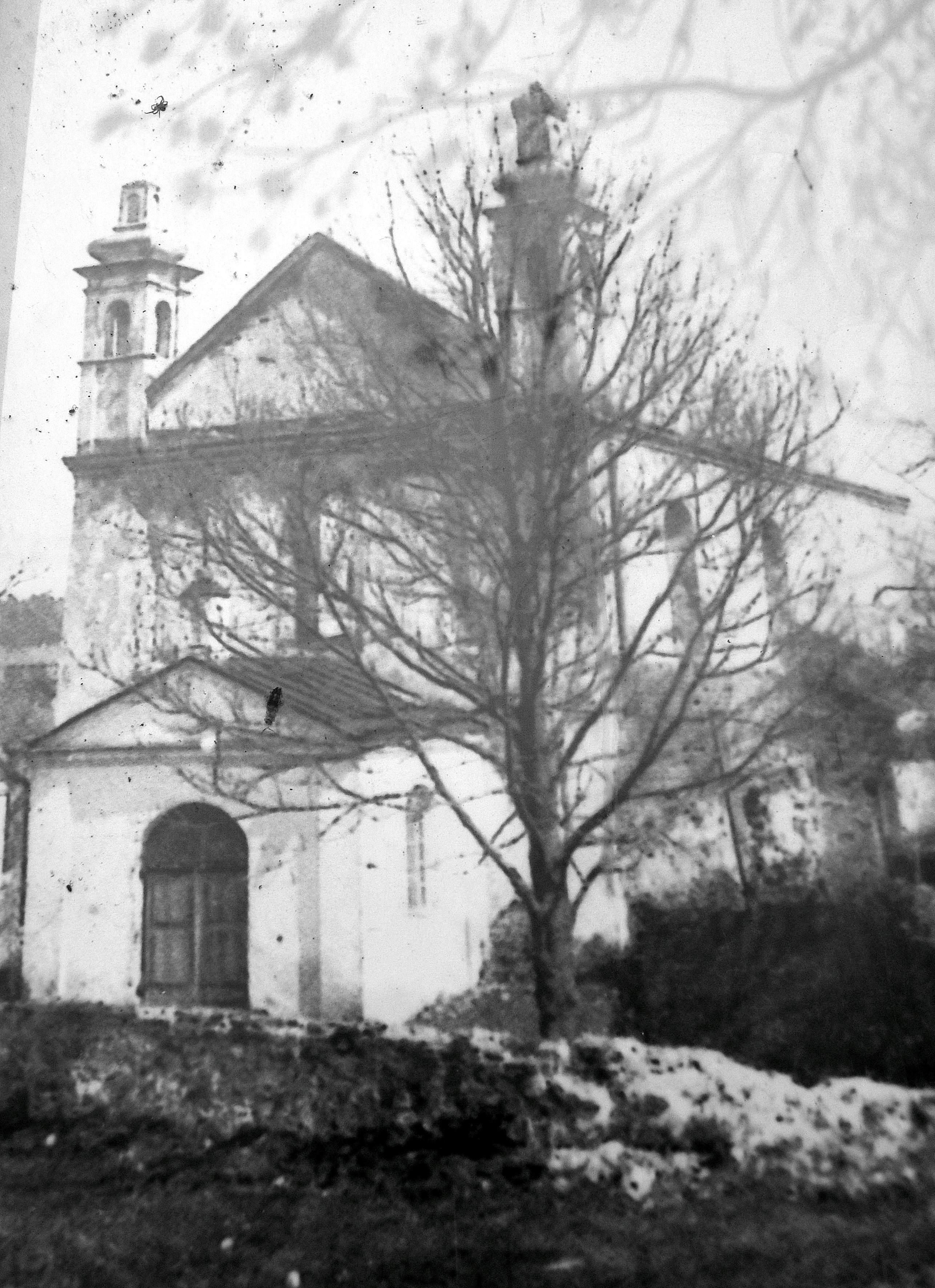
Kościół Świętej Trójcy przed zniszczeniem
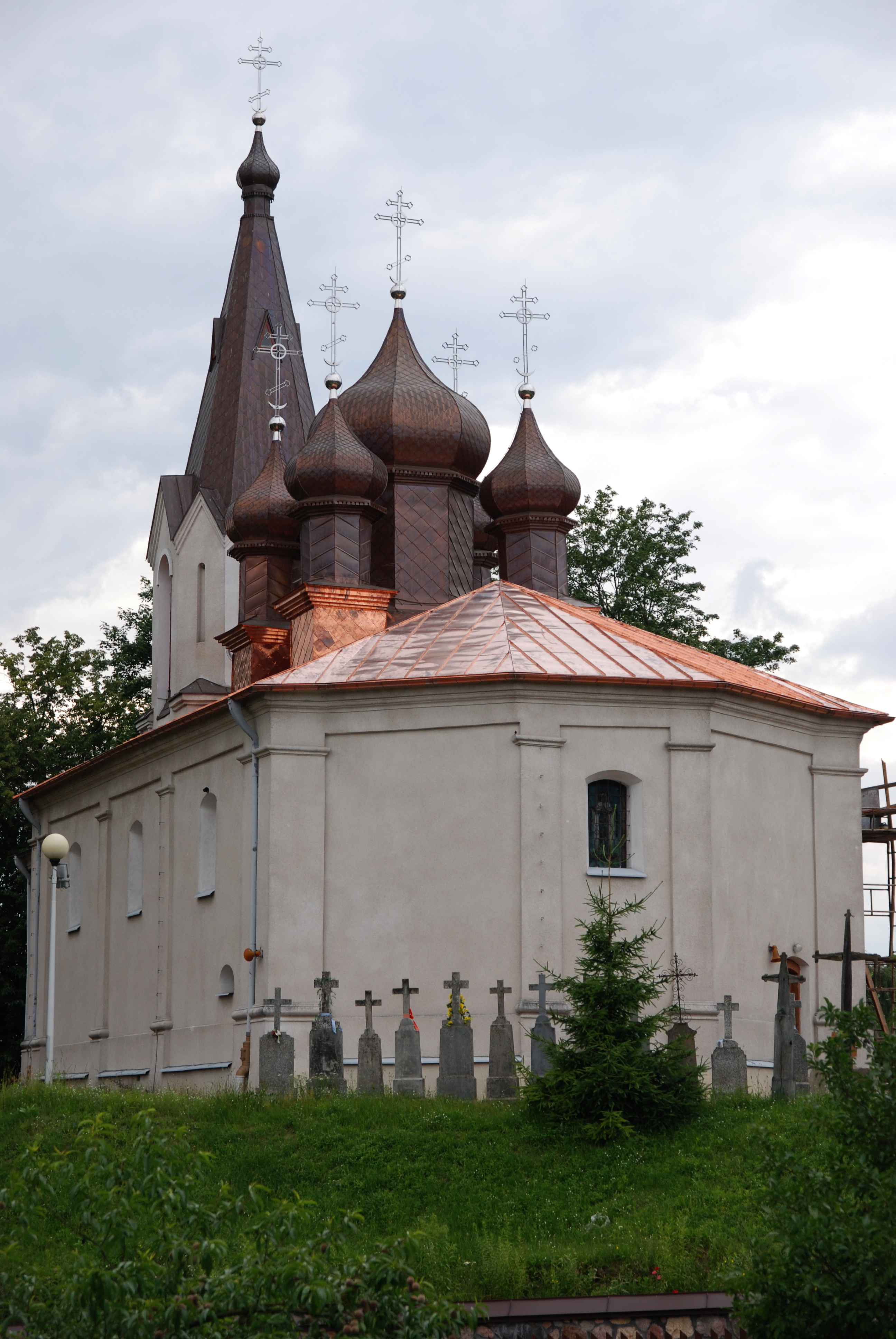
Cerkiew prawosławna Narodzenia Bogurodzicy
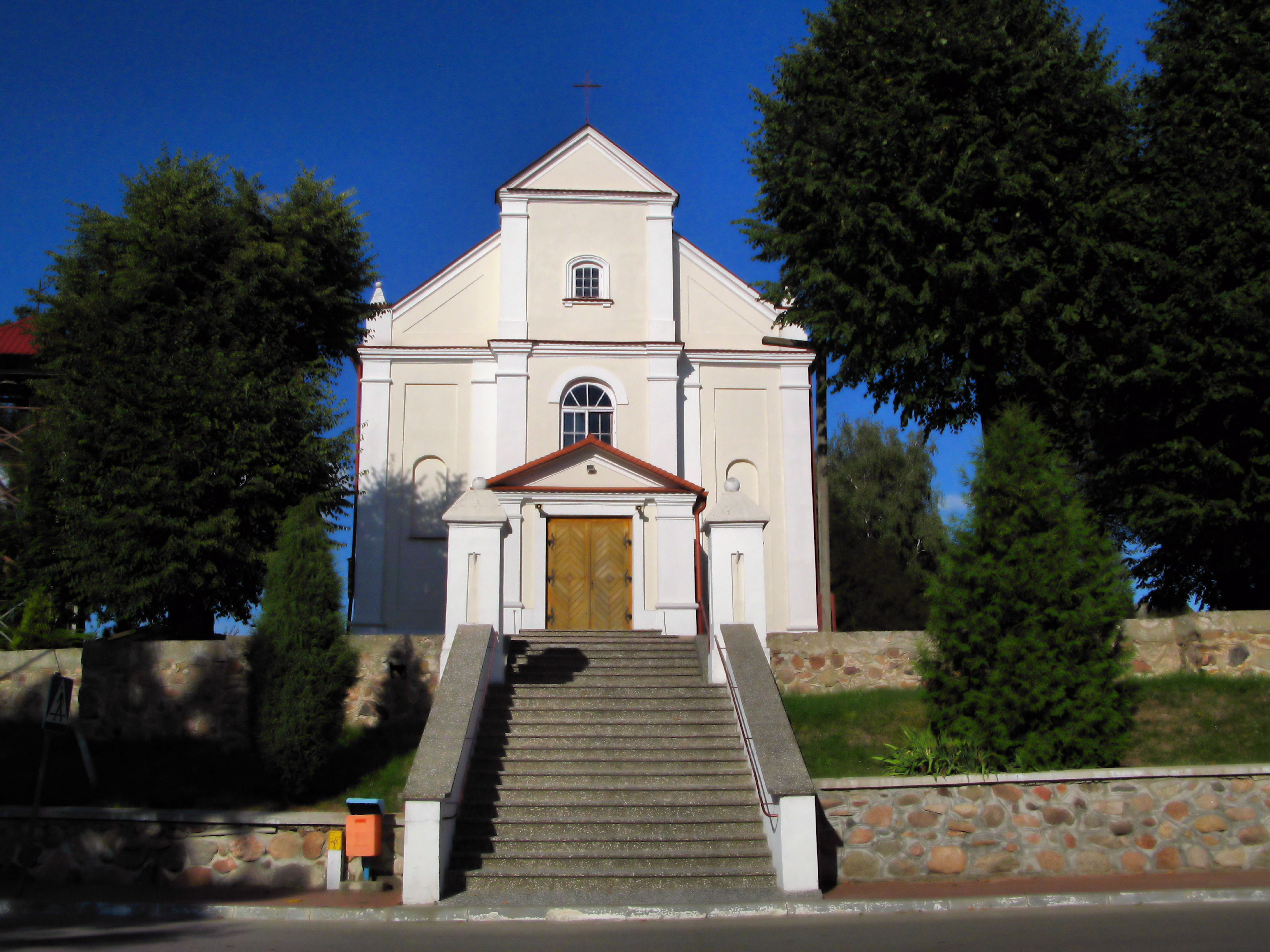
Kościół Przemienienia Pańskiego
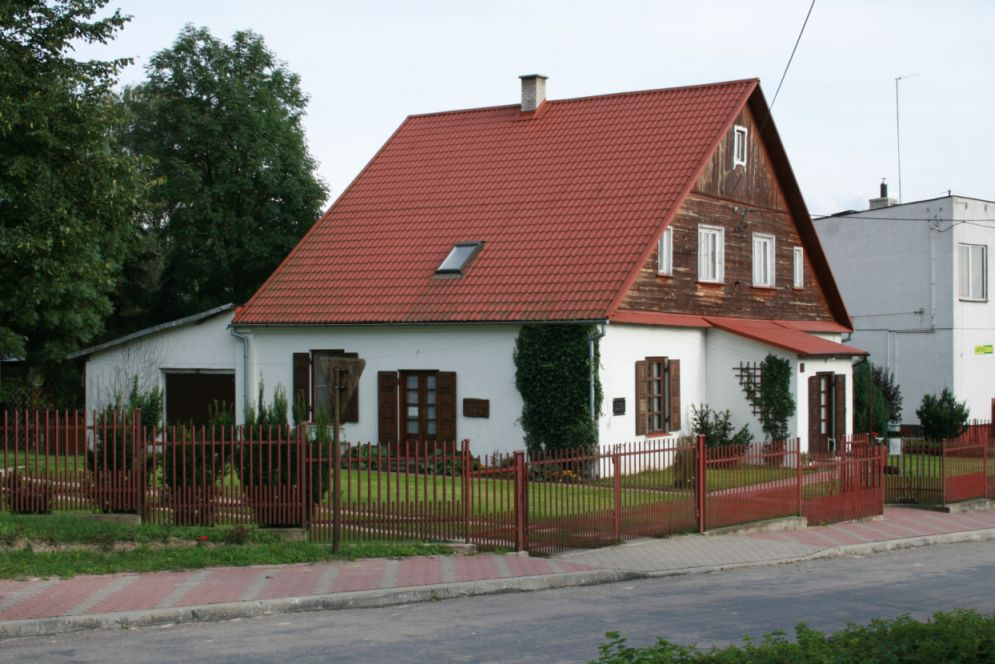
Budynek dawnej synagogi
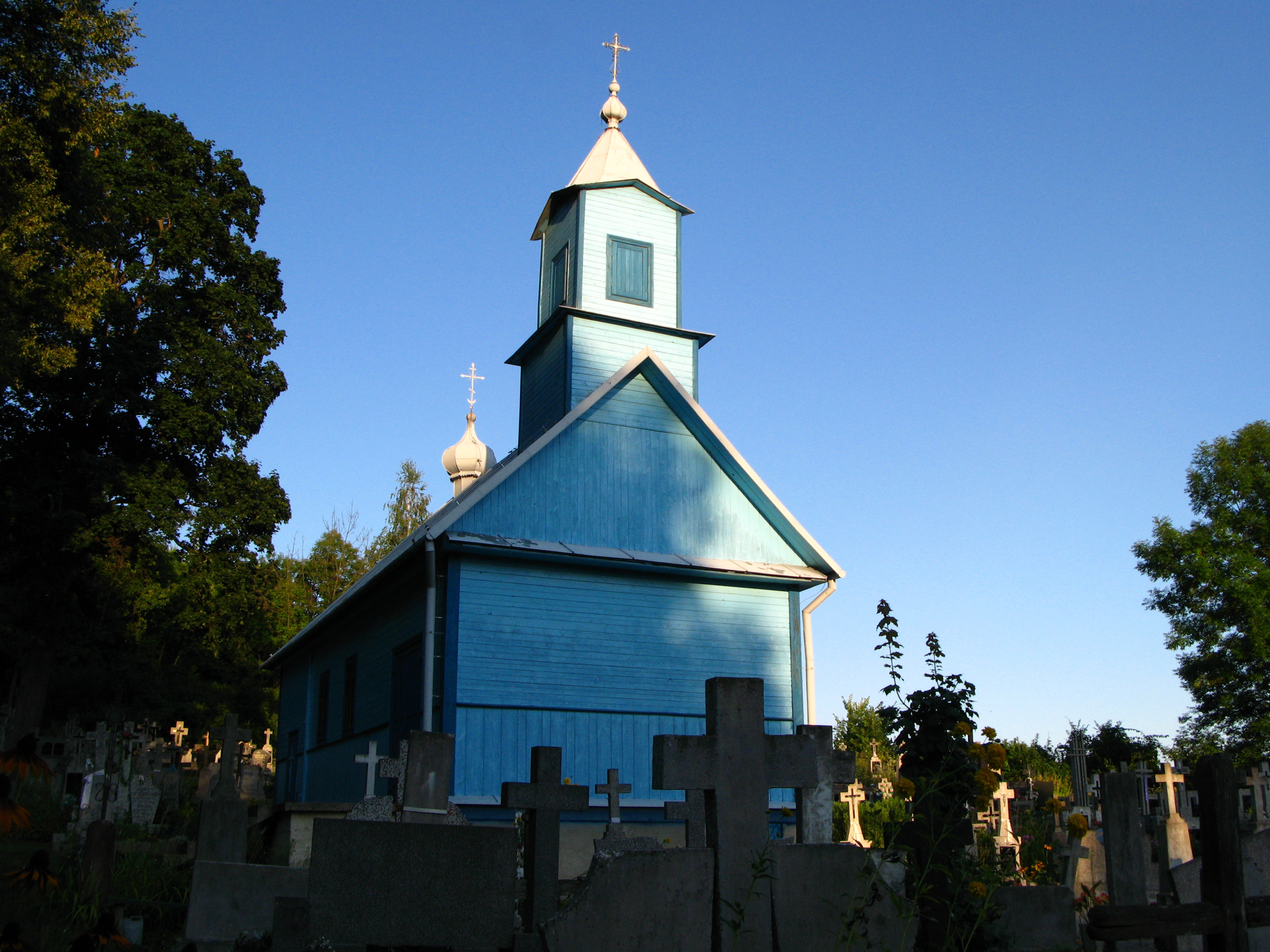
Kaplica cmentarna, prawosławna Opieki Matki Bożej

## Przyroda

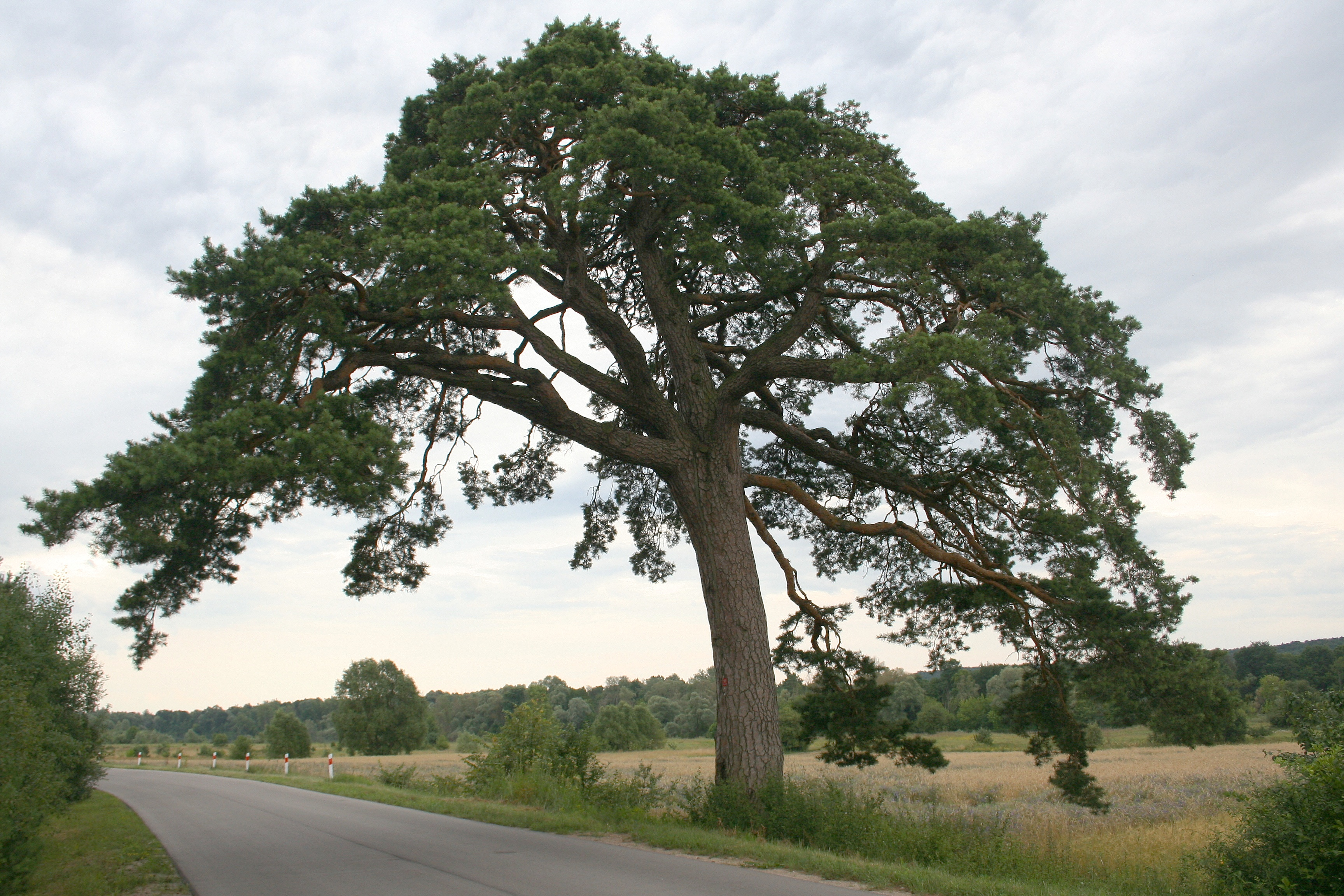
120-letnia sosna zwyczajna przy drodze z Osłowa

Mielnik położony jest w Dolinie Bugu, w której na tym odcinku w 1986 utworzono Obszar Chronionego Krajobrazu Dolina Bugu, a w 1994 Nadbużański Park Krajobrazowy. Teren, na którym leży Mielnik, ma charakter falisto-pagórkowatej równiny, urozmaiconej wzgórzami moren czołowych, z których najwyższe to Góra Uszeście (rezerwat przyrody) o wysokości 204 m n.p.m. Mielnik znajduje się w mazowiecko-podlaskim regionie klimatycznym, gdzie przeważają wpływy klimatu kontynentalnego. Amplitudy temperatur są większe od przeciętnych, a klimat charakteryzuje się dość długim, wcześnie zaczynającym się latem oraz dłuższą niż przeciętnie zimą z niskimi temperaturami. Podczas kwietniowych i majowych nocy temperatura może spadać nawet do −7° C.

## Gospodarka
W Mielniku działają Mielnickie Zakłady Kredowe.

## Kultura i sport

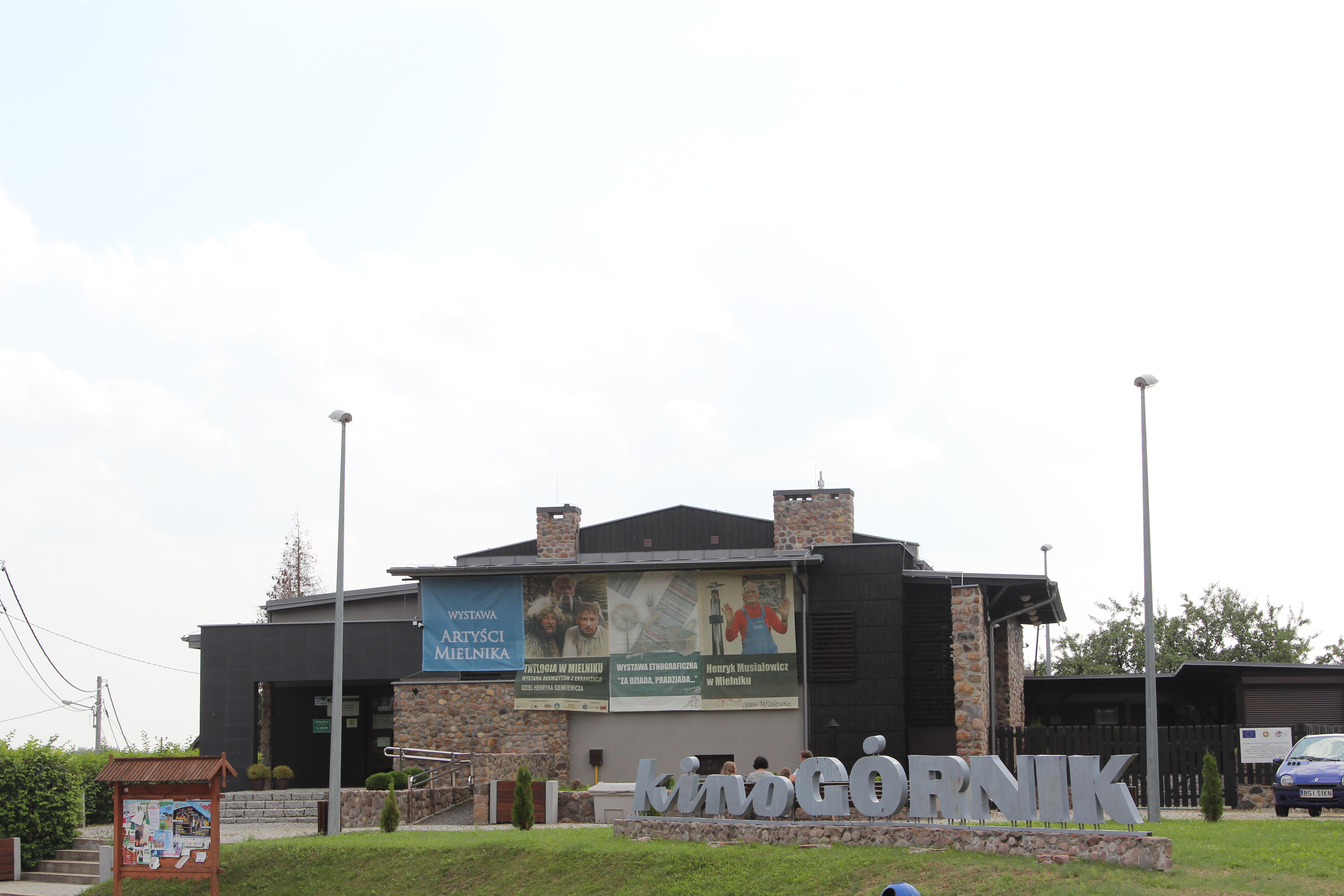
Ośrodek Dziejów Ziemi Mielnickiej - Muzeum w Mielniku i Kino Górnik

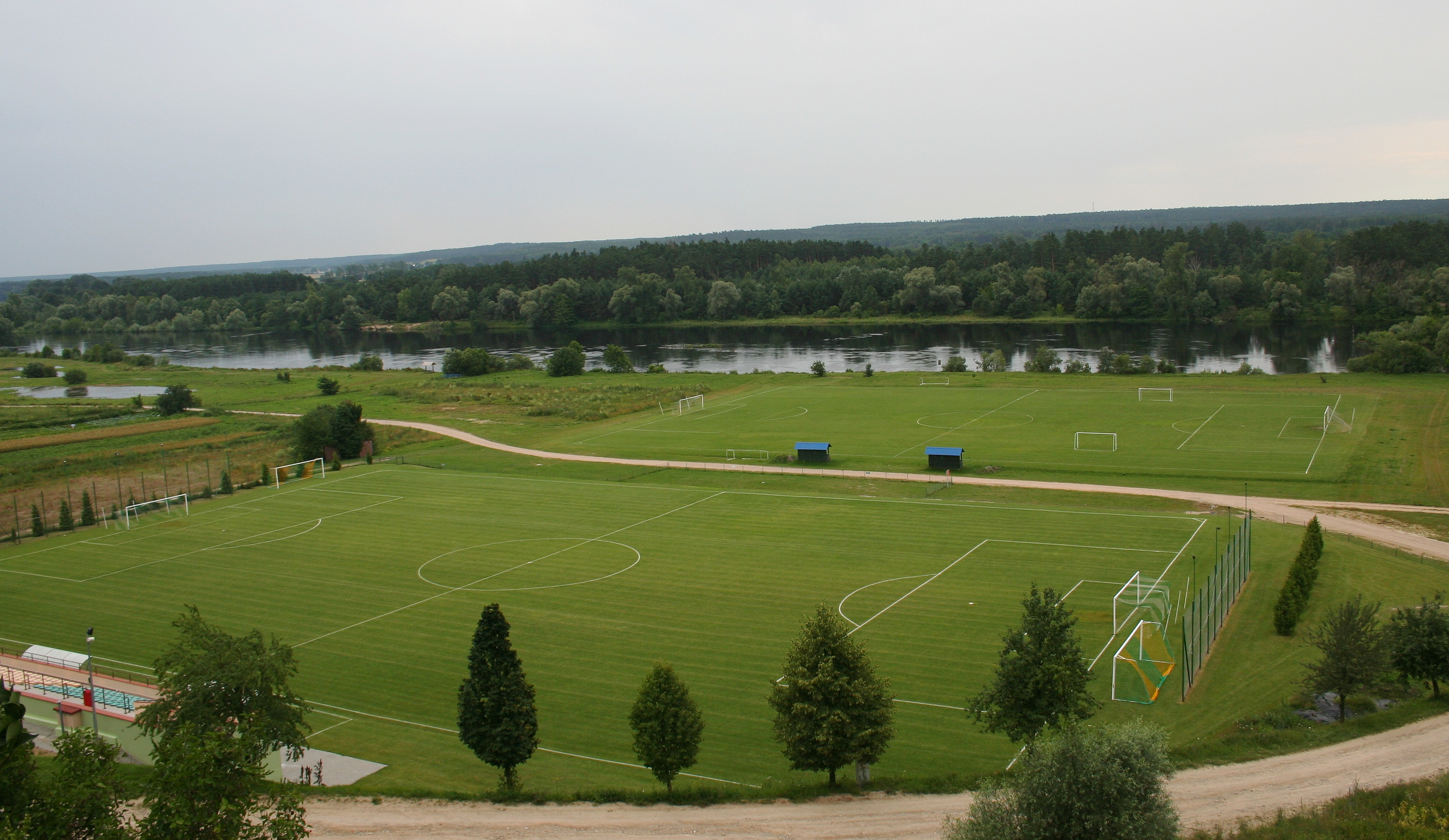
Boiska sportowe widziane z Góry Zamkowej

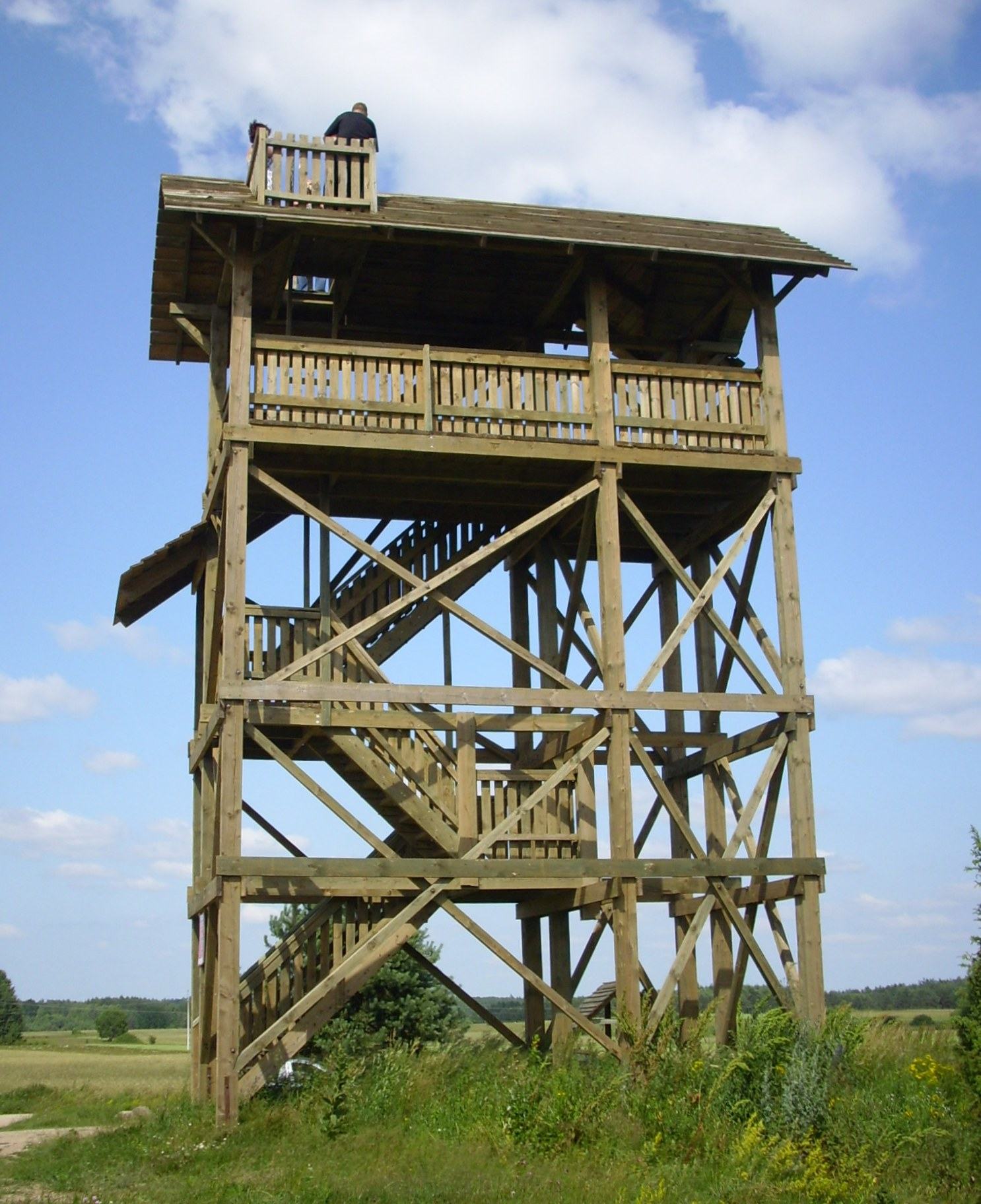
Wieża widokowa w Mielniku

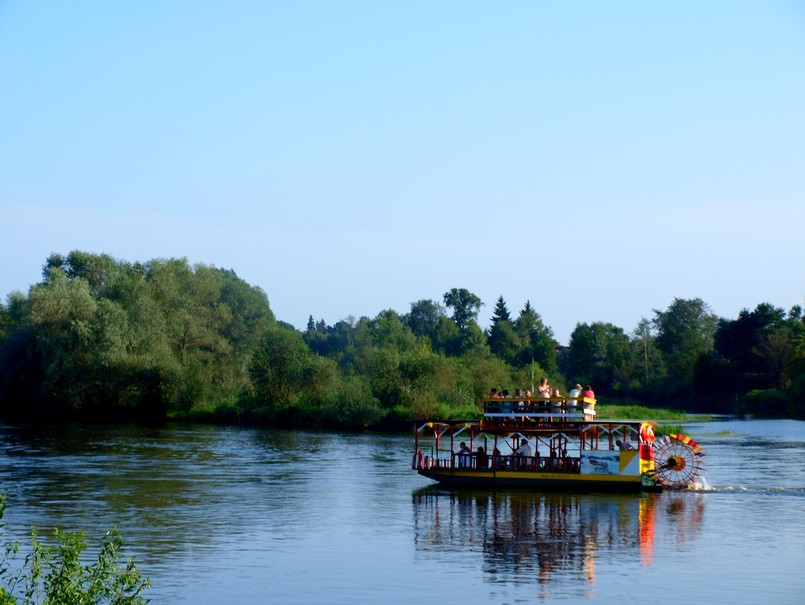
Rejs po rzece Bug

Każdego roku na początku lipca organizowane są „Dni Mielnika”, a w amfiteatrze „Topolina” na początku sierpnia odbywają się „Ogólnopolskie Prezentacje Kultury Mniejszości Narodowych – Muzyczne Dialogi nad Bugiem”, na których prezentowane są folklor, muzyka i pieśni różnych narodów. W końcu czerwca odbywają się w Mielniku „Ogólnopolskie Zawody Wędkarskie o Puchar Przewodniczącego NSZZ „Solidarność”.
Przez miejscowość przebiega Szlak bunkrów. Przy wjeździe do wsi od strony Osłowa znajduje się pomnikowa 120-letnia sosna zwyczajna.
W Mielniku działa IV-ligowa drużyna MKS „Mielnik”.
Honorowym obywatelem gminy Mielnik jest artysta-malarz Henryk Musiałowicz.